# Hauptstadt

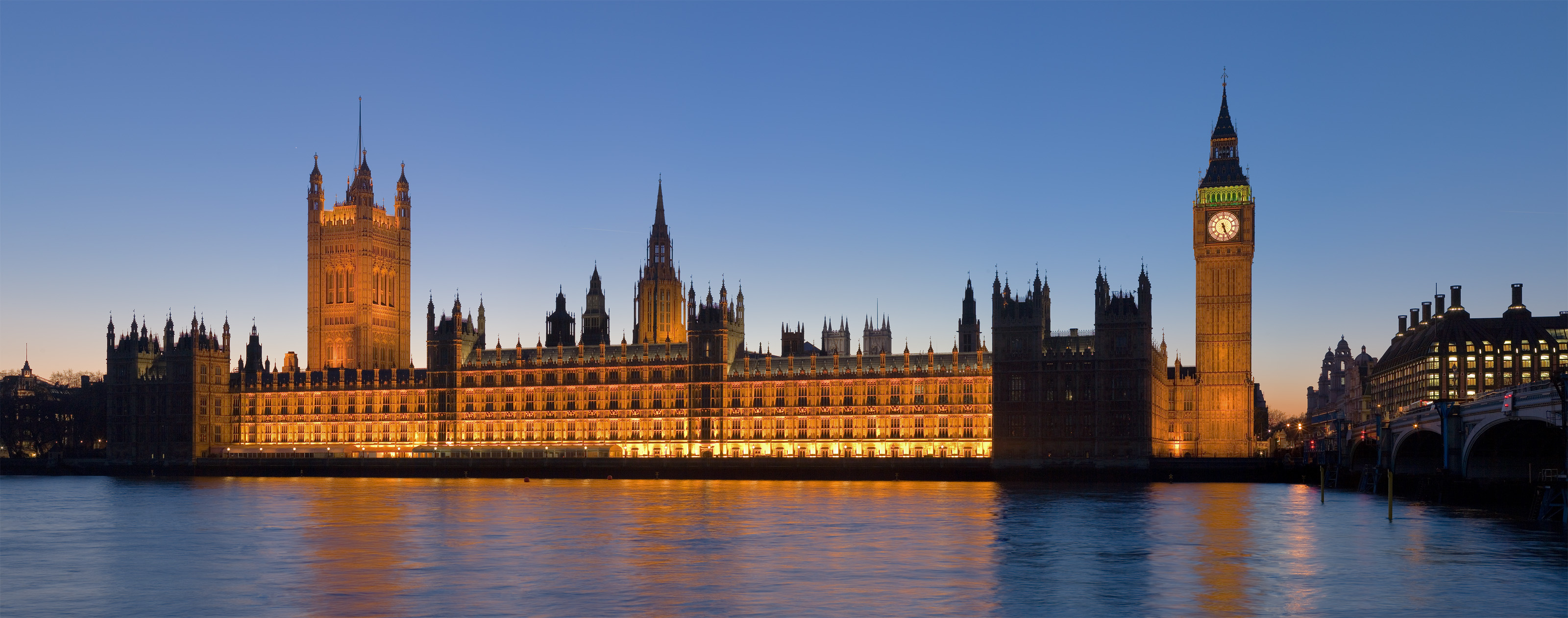
Der britische Parlamentssitz in der Hauptstadt London

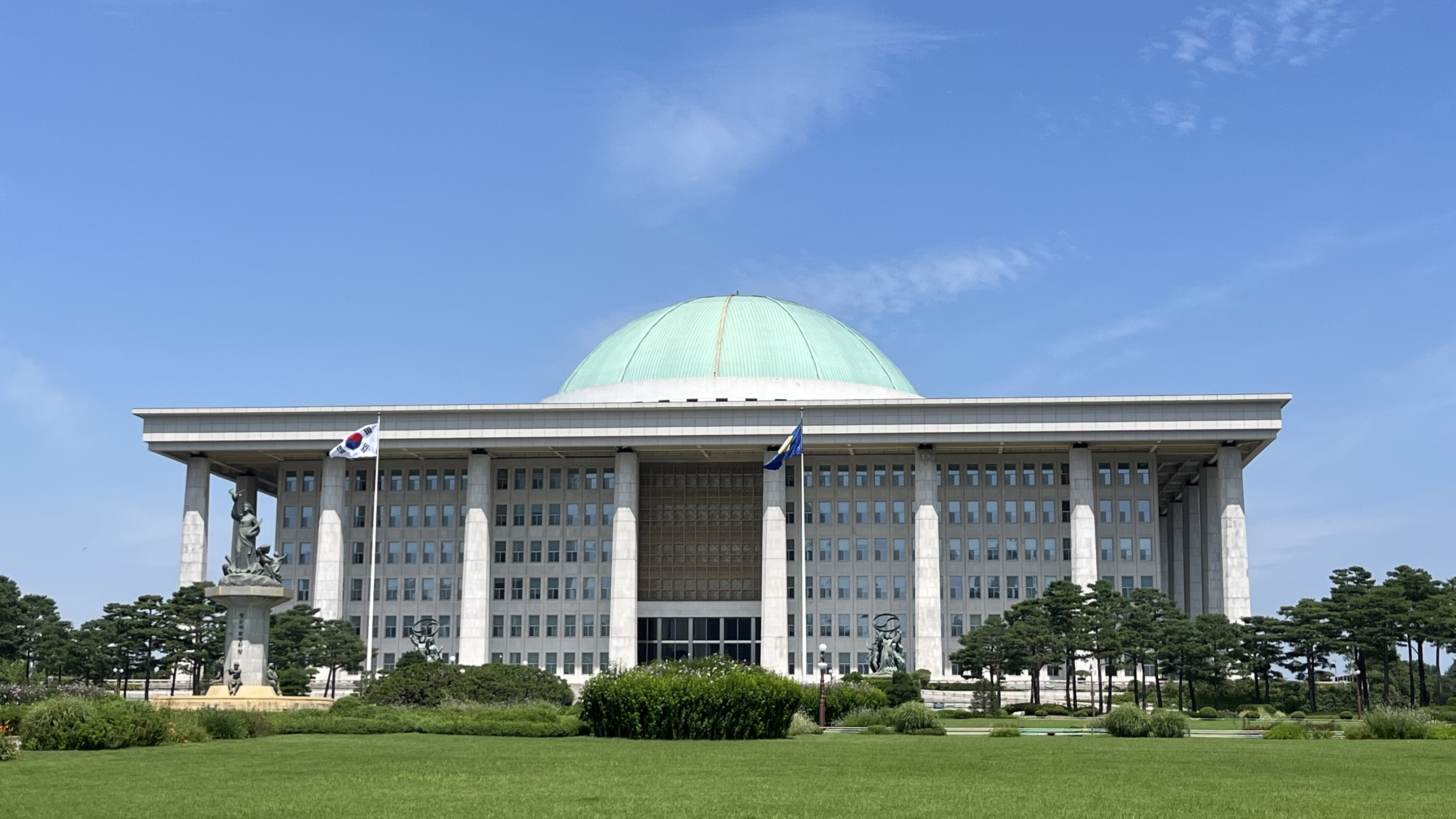
Der südkoreanische Parlamentssitz in der Hauptstadt Seoul

Eine Hauptstadt ist ein symbolisches, zumeist auch politisches Zentrum eines Staates und oft Sitz der obersten Staatsgewalten: Parlament, Monarch bzw. Staatsoberhaupt, Regierung, Oberstes Gericht. Dieser Status ist oftmals per Verfassungsgesetz deklariert. Selten weicht der Regierungssitz ab; so zum Beispiel in Bolivien, Malaysia, den Niederlanden, Südafrika und Tansania sowie von 1990 bis 1999 in Deutschland. Auch gibt es Hauptstädte, die räumlich vom judikativen Verfassungsorgan getrennt sind, so in Deutschland (Karlsruhe), in der Schweiz (Lausanne), Südafrika (Bloemfontein) und in Tschechien (Brünn). Vor allem in Bundesstaaten können die obersten Organe der Staatsgewalt auf mehrere Städte verteilt sein. Oft gibt es abweichende Finanz-, Industrie-, Verkehrs-, Wissenschafts- und Kulturzentren.

## Hauptstadt als wichtigstes Zentrum

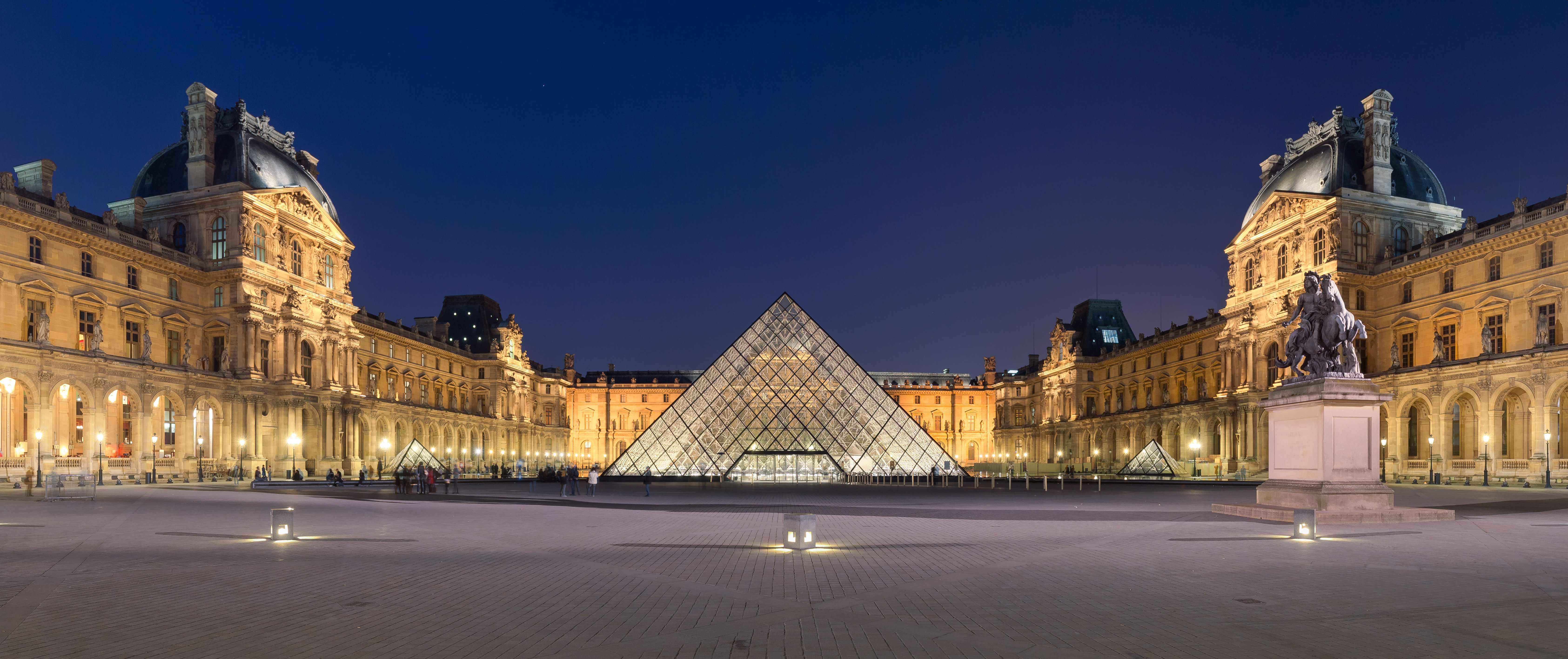
Die französische Hauptstadt Paris ist nicht nur das politische, sondern auch das gesellschaftliche und wirtschaftliche Zentrum des Staats

Sehr oft entwickelte sich die Hauptstadt über einen langen Zeitraum hinweg zum unangefochtenen Herzstück eines Nationalstaats. Sie ist nicht nur politisches Zentrum (Residenzstadt), sondern auch Mittelpunkt der Industrie, Wissenschaft, Kunst und Kultur einer Region (Hauptort). Im Städtebau einer Hauptstadt machen sich die Hauptstadt- und Regierungsfunktionen häufig durch monumentale und auf staatliche Selbstdarstellung zielende Gebäude, Straßenzüge, Plätze und Grünanlagen sowie durch die Anlage eines Regierungsviertels bemerkbar.
In Frankreich konnte sich die Hauptstadt Paris zur bedeutendsten Stadt des Landes entwickeln. Bereits im Mittelalter wurde der Grundstein für diese Entwicklung gelegt, als die französischen Könige die Stadt zu ihrer Hauptstadt machten, indem sie damit begannen, zentralörtliche, oft höfische, später zunehmend staatliche Funktionen an diesem Ort zu konzentrieren (Zentralismus). 1257 entstand etwa mit dem Gymnasium Collège de Sorbonne der Vorgänger der ältesten und bekanntesten Universität Frankreichs. Franz I. ließ im 16. Jahrhundert Künstler wie Michelangelo, Tizian oder Raffael nach Paris kommen und legte damit den Grundstock für die königliche Gemäldesammlung, die heute der Louvre beherbergt. In den folgenden Jahrhunderten entstanden weitere für Frankreich bedeutende Einrichtungen wie z. B. die Académie française. Trotz der Verlagerung der Residenz von Paris nach Versailles unter Ludwig XIV. blieb die Stadt weiterhin das politische und wirtschaftliche Zentrum. Die Stadt wurde weiter ausgebaut, sie beherbergte zwischen 1855 und 1937 sechs Weltausstellungen. Während der Belle Époque wurde die Stadt erneut zu einem international anerkannten kulturellen und intellektuellen Zentrum. Noch in den letzten Jahrzehnten errichteten französische Präsidenten monumentale Bauwerke wie den Grande Arche, was die Bedeutung der Stadt weiter unterstrich. Paris ist auch heute nicht nur Zentrum der Kultur und Politik, die Stadt ist größter Verkehrsknotenpunkt und größter Wirtschaftsraum in Frankreich. Es fahren auch viele Besucher in die Hauptstadt.
Auch London durchlief zunächst für England, später für das ganze Vereinigte Königreich eine vergleichbare Entwicklung.
Weitere Beispiele sind Mexiko-Stadt (Mexiko), Buenos Aires (Argentinien) oder Bangkok (Thailand).

## Hauptstadt als vorwiegend politisches Zentrum

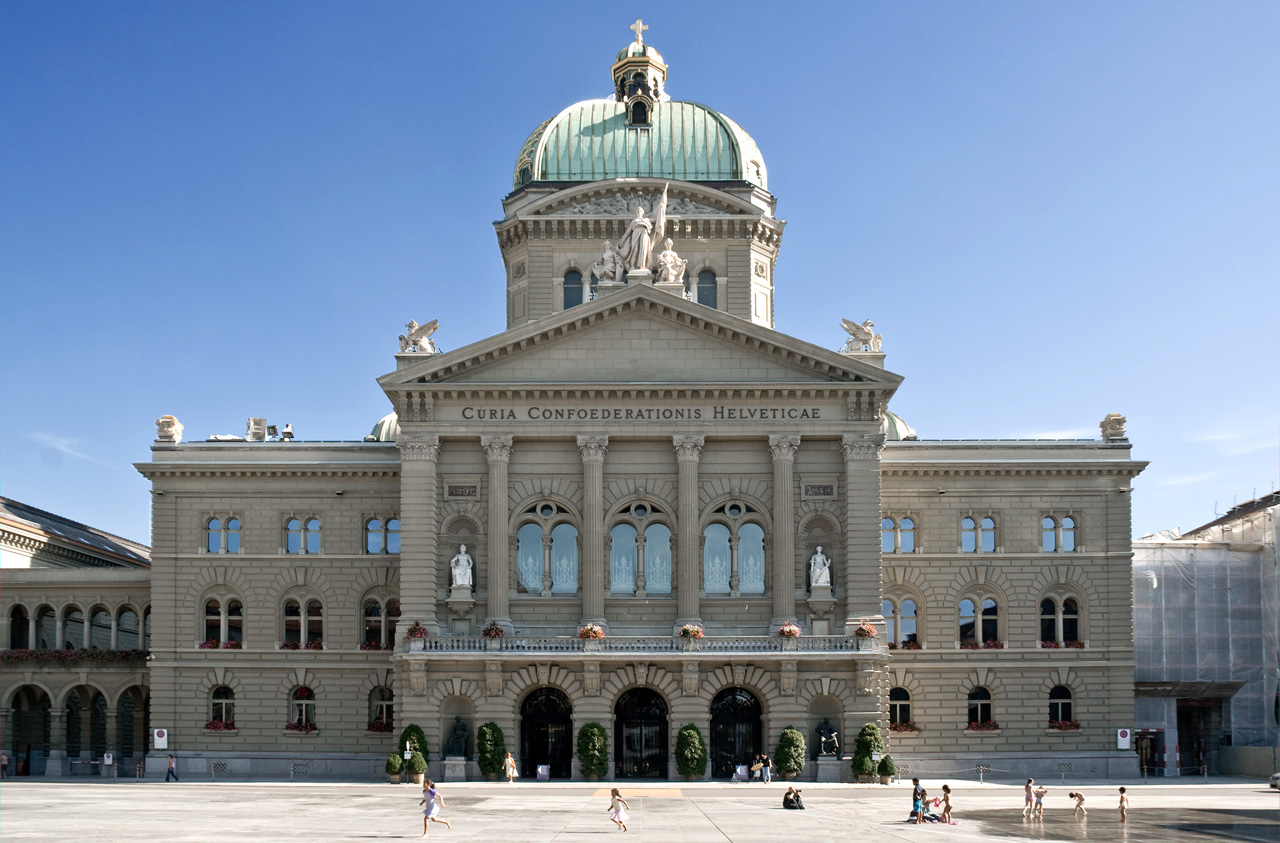
Die Bundesstadt Bern wurde 1848 im Rahmen der schweizerischen Bundesstaatsgründung durch einen politischen Kompromiss zur neuen Bundesstadt des Lands ernannt.

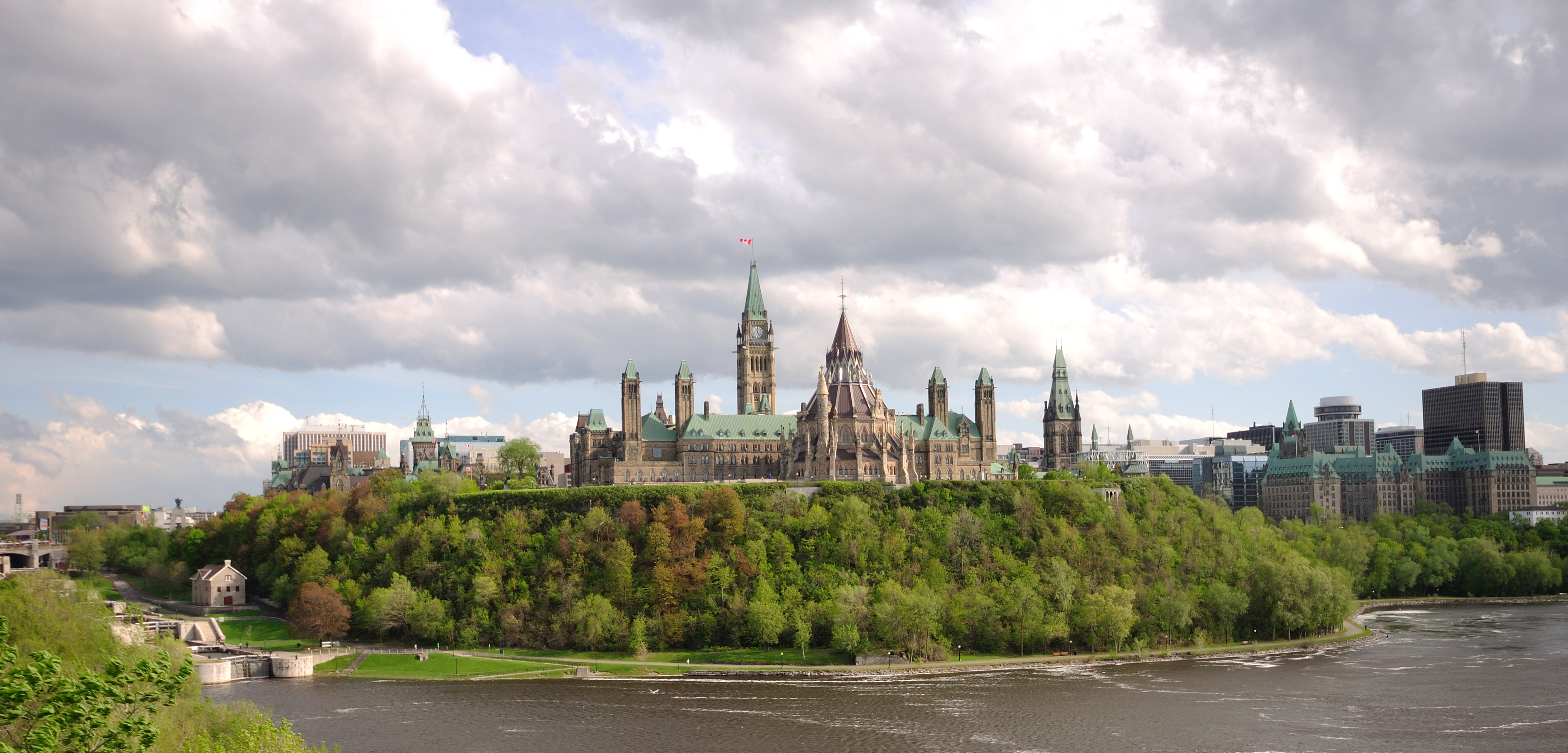
Die kanadische Hauptstadt Ottawa wurde 1857 auch aufgrund ihrer Lage an der englisch-französischen Sprachgrenze zum politischen Zentrum des Lands gewählt

Von der weit verbreiteten Norm, als Hauptstadt auch das kulturelle und wirtschaftliche Zentrum zu sein, weichen viele Hauptstädte aus verschiedenen historischen oder politischen Gründen ab. So ist die Hauptstadt nicht immer zugleich die größte und bedeutendste Stadt. Ihre Bedeutung beschränkt sich oftmals nur auf die Funktion als Regierungssitz. Oftmals wandeln sich allerdings im Laufe der Jahre anfänglich bedeutungslose, zu Hauptstädten ernannte Städte durch ihren erlangten Status zu wichtigen Zentren über ihre administrative Bedeutung hinaus.
Zur Wahl Berns als Sitz von Bundesregierung und Bundesparlament siehe Hauptstadtfrage der Schweiz. Die Hauptstadt der Vereinigten Staaten, Washington, D.C., belegt in der Reihung nach Einwohnerzahlen nur Platz 27 (auf Rang 1 steht New York City). Aufgrund der geografisch zentraleren Lage und als Zeichen der Abgrenzung vom Osmanischen Reich wurde die Hauptstadt der neu gegründeten Türkischen Republik 1923 von der Metropole Istanbul ins deutlich kleinere und vergleichsweise unbedeutende Ankara verlegt. Die zuvor eher unbedeutende kanadische Stadt Ottawa wurde aufgrund ihrer Lage an der englisch-französischen Sprachgrenze und somit besseren Akzeptanz für beide Bevölkerungsteile als Hauptstadt ausgewählt. Man ging für eine Kleinstadt auch von einer geringeren Bedrohungslage im Kriegsfall aus. Kasachstan verlegte 1997 seine Hauptstadt von Almaty in das halb so große Astana. Zum einen geschah dies wegen der Erdbebengefahr in Almaty, zum anderen wählte man die Stadt in der ungefähren Mitte des Landes zwecks besserer Kontrolle der russischsprachigen Minderheit im Norden.
Im Jahr 1949 wurde in der Bundesrepublik Deutschland die bis dahin wenig bedeutende Stadt Bonn zur (provisorischen) Bundeshauptstadt gewählt. Dies geschah wohl vor allem auf Initiative des Rheinländers und ersten Bundeskanzlers Konrad Adenauer. Ein weiterer Grund für den Erfolg Bonns gegenüber dem Mitbewerber Frankfurt am Main war vermutlich die Befürchtung, dass sich die Bevölkerung nach einer Wiedervereinigung für die Beibehaltung Frankfurts als Hauptstadt hätte aussprechen können. Bei Bonn handelte es sich bei Weitem nicht um die größte Stadt der alten Bundesrepublik; Bonn hatte zu dieser Zeit etwa 115.000 Einwohner, Hamburg z. B. 1,6 Millionen. Im Laufe der Jahre wurde Bonn für die Aufgaben als Hauptstadt ausgebaut; die anfänglich hämisch als Bundesdorf, Bundeshauptdorf oder Konradopolis in Anspielung auf Adenauer bezeichnete Stadt konnte durch Eingemeindungen ihre Einwohnerzahl mehr als verdoppeln. Mit der Wiedervereinigung am 3. Oktober 1990 wurde Bonn durch Berlin als gesamtdeutsche Hauptstadt (wieder) abgelöst. Im Berlin/Bonn-Gesetz wurde Bonn (nun mit dem Zusatztitel „Bundesstadt“) jedoch der Verbleib zahlreicher Bundesministerien und die Zuordnung mehrerer vormals in Berlin ansässiger Bundesbehörden zugestanden, so dass Berlin keine zentralistische Hauptstadt ist. Für das untergegangene Preußen kann man Berlin jedoch durchaus eine mit London oder Paris vergleichbare Entwicklung und Funktion attestieren.

## Geplante Hauptstadt

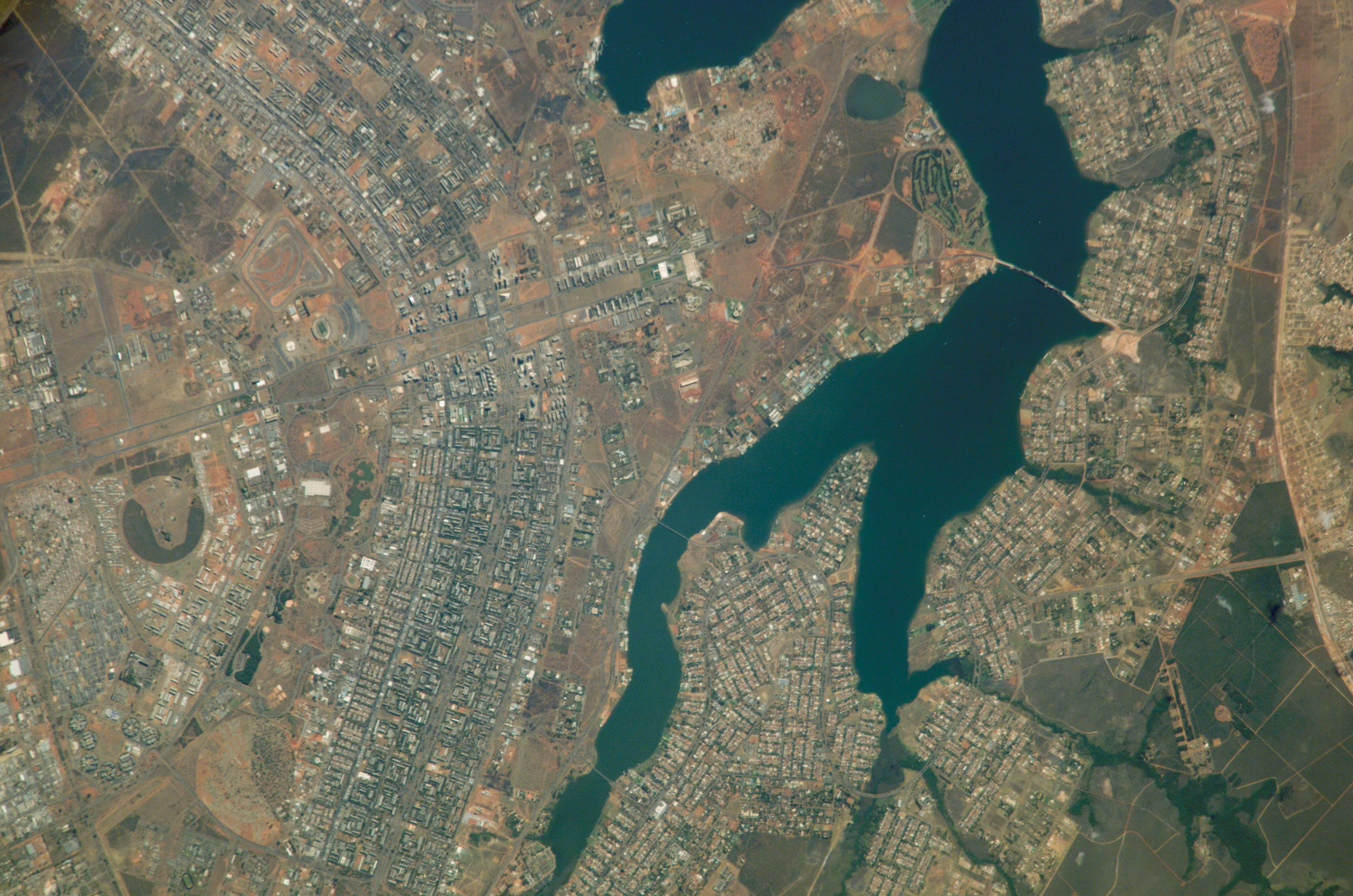
Die auf dem Reißbrett entstandene Hauptstadt Brasília

Die Gründe für den Entschluss eines Staates, eine Planhauptstadt zu errichten, sind vielfältig. Pakistan entschloss sich für den Bau der neuen Hauptstadt Islamabad, da man Vorbehalte gegenüber der Konzentration von Investitionen in der bisherigen Hauptstadt Karatschi hatte. Der Grund für den Bau der brasilianischen Hauptstadt Brasília lag darin, dass man Bedarf nach einer neutralen und föderalen Hauptstadt hatte. Zudem sollte die nun im geographischen Zentrum liegende Stadt die Entwicklung des Binnenlandes fördern, was mit der an der Küste liegenden vorherigen Hauptstadt Rio de Janeiro so nicht möglich gewesen wäre.
In den letzten hundert Jahren entstanden weltweit eine Reihe künstlicher Hauptstädte. Die bekanntesten sind neben den schon genannten wohl Abuja in Nigeria, Canberra in Australien, Neu-Delhi in Indien und 2005 Naypyidaw in Myanmar.

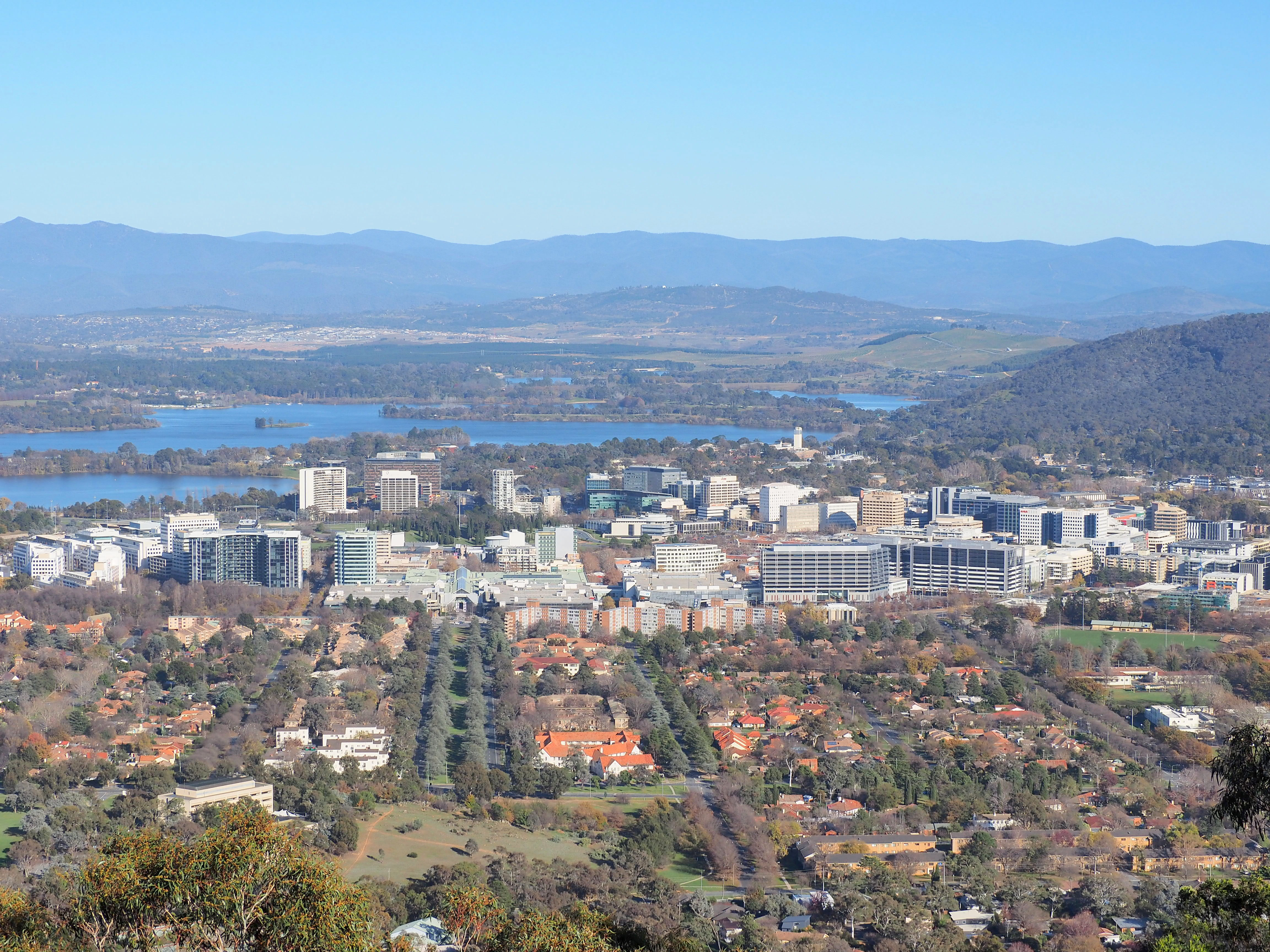
Die ab dem frühen 20. Jahrhundert geplante australische Hauptstadt Canberra

Schon in vergangenen Jahrhunderten errichteten Herrscher und Staatsführungen auf dem Reißbrett entstandene Hauptstädte. 1703 ließ Zar Peter I. in den Sümpfen der Newa-Mündung den Grundstein für die neue russische Hauptstadt Sankt Petersburg legen. Von 1712 bis 1918 löste sie Moskau als Hauptstadt ab. Auch Washington, D.C. ist eine geplante Hauptstadt. Gegen Ende desselben Jahrhunderts wurde 1792 an den Ufern des Potomac River mit dem Bau der Hauptstadt der USA begonnen. Am 11. Juni 1800 wurde Washington offiziell zur Hauptstadt.
Auch in Deutschland ließen absolutistische Herrscher des 17. und 18. Jahrhunderts Residenzstädte völlig neu entstehen. Ein Beispiel dafür ist die ehemalige badische Landeshauptstadt Karlsruhe. Markgraf Karl Wilhelm von Baden-Durlach ließ am 17. Juni 1715 den Grundstein für die nach ihm benannte Stadt legen. Die strahlenförmige Anordnung der Straßen und Alleen, in deren Zentrum das Residenzschloss liegt, ist heute noch gut zu erkennen, ihr verdankt die Stadt den Beinamen „Fächerstadt“.

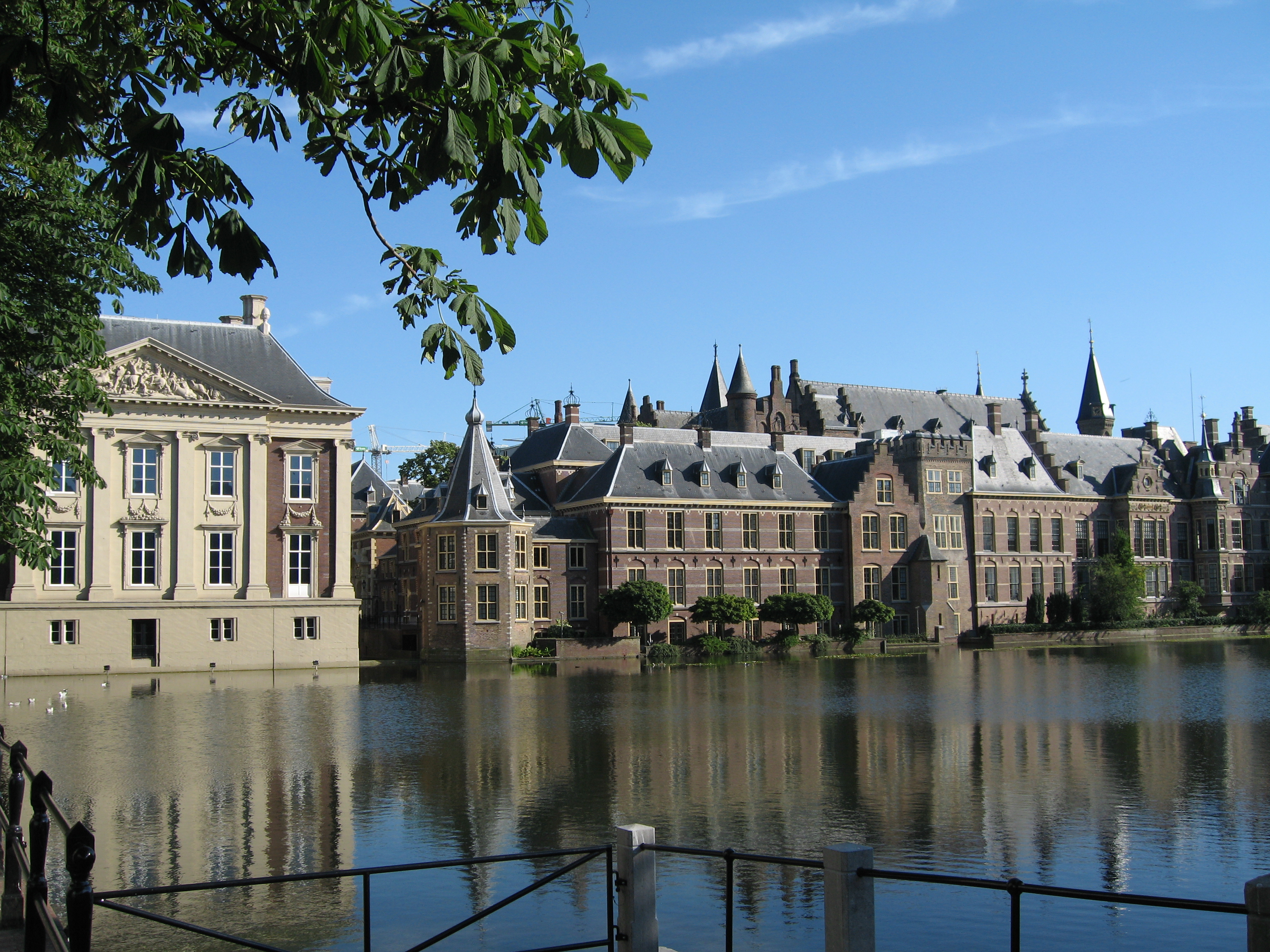
Der Binnenhof in Den Haag, Sitz der Regierung der Niederlande

## Von der Hauptstadt abweichender Regierungssitz
Der Regierungssitz einiger weniger Staaten befindet sich nicht in der Hauptstadt. So ist Amsterdam sowohl die größte Stadt der Niederlande als auch deren nominelle Hauptstadt, offizieller Regierungssitz und königliche Residenz ist jedoch Den Haag. In Südafrika verteilt sich der Sitz der Verfassungsorgane sogar auf drei Städte, wobei die größte Stadt (Johannesburg) nicht dazugehört. Das Parlament tagt in Kapstadt, das Verwaltungs- und Regierungszentrum ist Pretoria (Tshwane) und die obersten judikativen Einrichtungen (Gerichtshöfe) befinden sich in Bloemfontein.

## Staaten ohne bzw. mit nicht international anerkannter Hauptstadt
De jure keine Hauptstadt haben Monaco, Nauru und die Vatikanstadt:
1. Bei Monaco und der Vatikanstadt gibt es aufgrund der Tatsache, dass es sich um reine Stadtstaaten handelt, keine Hauptstadt, auch wenn für Monaco häufig fälschlicherweise Monte-Carlo als Hauptstadt genannt wird.
2. In Nauru wird der Ort, an dem sich die Regierung befindet (Yaren), als inoffizielle Hauptstadt aufgefasst.

Sonderfälle finden sich in weiteren Staaten:
1. In der Schweiz wird Bern zwar durch zwei Bundesgesetze als Sitz von Exekutive und Legislative definiert, aber der Begriff Hauptstadt wird amtlich vermieden (siehe Hauptstadtfrage der Schweiz).
2. Israel hat das wiedervereinigte Jerusalem zu seiner Hauptstadt bestimmt. Viele Staaten lehnen die Erweiterung der Stadtgrenzen auf Ostjerusalem ab. Einige Staaten verweigern auch Westjerusalem die Anerkennung als Hauptstadt Israels, da Jerusalem nach dem Teilungsplan als Corpus separatum weder zum arabischen noch zum jüdischen Staat gehören sollte. Die meisten ausländischen Botschaften befinden sich in Tel Aviv oder dessen Vorstädten.
3. In Japan wiederum gibt es die Besonderheit, dass die Stadt Tokio 1943 aufgelöst wurde und die Hauptstadtfunktion von den 23 Stadtbezirken Tokios wahrgenommen wird, die als eigene Städte gelten. Des Weiteren ist unklar, ob Tokio auch de jure die Hauptstadt ist, da es nie eine explizite, offizielle Verlegung der Hauptstadt von Kyōto nach Tokio gab (siehe dazu Hauptstadt Japans).

In Liechtenstein gibt es keine Stadt. Vaduz wird daher als Hauptort des Fürstentums bezeichnet.

## Hauptstadt von Teilstaaten
Auch Teilstaaten (beispielsweise Länder in Deutschland und Österreich oder Bundesstaaten in den USA) haben Landeshauptstädte, die für ihr Land außer den politischen auch die übrigen Hauptstadtfunktionen aufweisen. In Preußen gab es auch Provinzhauptstädte. Jeder Schweizer Kanton kennt einen Hauptort, mit Ausnahme des Kantons Appenzell Ausserrhoden, das de jure keinen Hauptort kennt (de facto ist es Herisau).

## Hauptstädte von Staaten
Dabei handelt es sich um eine teils historische, teils aktuelle Aufstellung der Hauptstädte der einzelnen Staaten, ihrer eventuellen Vorgängerstaaten (z. B. Deutscher Bund, Deutsches Reich), der obersten Verwaltungseinheiten (Bundesstaaten, Länder, Bundesländer, Provinzen) und der abhängigen Gebiete.
- Liste der Hauptstädte der Erde
- Hauptstädte Australiens
- Hauptstädte Brasiliens
- Hauptstädte Deutschlands
- Hauptstädte Kanadas
- Hauptstädte Kasachstans
- Hauptstädte Nigerias
- Hauptstädte Österreichs
- Hauptstädte Polens
- Hauptstädte der Vereinigten Staaten von Amerika

## Staaten und subnationale Entitäten mit mehreren Hauptstädten

### Staaten, die heute mehrere Hauptstädte haben
| Land                      | Hauptstädte                                 |                                                                   |
| ------------------------- | ------------------------------------------- | ----------------------------------------------------------------- |
| Benin                     | Porto-Novo                                  | Offizielle Hauptstadt                                             |
| Benin                     | Cotonou                                     | De facto Regierungssitz                                           |
| Bolivien                  | Sucre                                       | Konstitutionelle Hauptstadt und Sitz des obersten Gerichtshofs    |
| Bolivien                  | La Paz                                      | Regierungssitz und Sitz des Parlamentes                           |
| Chile                     | Santiago                                    | Offizielle Hauptstadt; Regierungssitz                             |
| Chile                     | Valparaíso                                  | Sitz des Kongresses                                               |
| Elfenbeinküste            | Yamoussoukro                                | Offizielle Hauptstadt                                             |
| Elfenbeinküste            | Abidjan                                     | De facto Regierungssitz                                           |
| Eswatini                  | Mbabane                                     | Hauptstadt                                                        |
| Eswatini                  | Lobamba                                     | Traditionelle Hauptstadt, Regierungssitz und Sitz des Parlamentes |
| Malaysia                  |                                             |                                                                   |
| Kuala Lumpur              | Offizielle Hauptstadt; Sitz des Parlamentes |                                                                   |
| Putrajaya                 | Regierungssitz                              |                                                                   |
| Montenegro                |                                             |                                                                   |
| Podgorica                 | Offizielle Hauptstadt; Regierungssitz       |                                                                   |
| Cetinje                   | Sitz des Präsidenten                        |                                                                   |
| Niederlande               |                                             |                                                                   |
| Amsterdam                 | Konstitutionelle Hauptstadt                 |                                                                   |
| Den Haag                  | Regierungssitz                              |                                                                   |
| Sri Lanka                 |                                             |                                                                   |
| Sri Jayewardenepura Kotte | Regierungssitz und Sitz des Parlamentes     |                                                                   |
| Colombo                   | Hauptstadt                                  |                                                                   |
| Südafrika                 | Pretoria                                    | Exekutive Hauptstadt                                              |
| Südafrika                 | Kapstadt                                    | Legislative Hauptstadt                                            |
| Südafrika                 | Bloemfontein                                | Judikative Hauptstadt (Sitz des obersten Berufungsgerichts)       |
| Tansania                  | Dodoma                                      | Offizielle Hauptstadt                                             |
| Tansania                  | Daressalam                                  | De facto Regierungssitz                                           |

### Staaten, die in der Vergangenheit mehrere Hauptstädte hatten
| Land                   | Dauer     | Hauptstädte |                                                                           |
| ---------------------- | --------- | ----------- | ------------------------------------------------------------------------- |
| Britisch-Indien        | 1912–1947 | Delhi       | Winterhauptstadt                                                          |
| Britisch-Indien        | 1912–1947 | Shimla      | Sommerhauptstadt                                                          |
| Vichy-Frankreich       | 1940–1944 | Paris       | Besetztes Gebiet Frankreichs                                              |
| Vichy-Frankreich       | 1940–1944 | Vichy       | Vichy-Regime                                                              |
| Libyen                 | 1951–1963 | Tripolis    | Eine der zwei offiziellen Hauptstädte des Vereinigten Königreichs Libyens |
| Libyen                 | 1951–1963 | Bengasi     | Eine der zwei offiziellen Hauptstädte des Vereinigten Königreichs Libyens |
| Philippinen            | 1948–1976 | Quezon City | Offizielle Hauptstadt                                                     |
| Philippinen            | 1948–1976 | Manila      | De-facto-Regierungssitz                                                   |
| Serbien und Montenegro | 2003–2006 | Belgrad     | Regierungssitz und Sitz des Parlamentes                                   |
| Serbien und Montenegro | 2003–2006 | Podgorica   | Sitz des Verfassungsgerichts                                              |
| Georgien               | 2012–2019 | Tiflis      | Offizielle Hauptstadt                                                     |
| Georgien               | 2012–2019 | Kutaissi    | Sitz des Parlamentes                                                      |

### Subnationale Entitäten mit zwei Hauptstädten
- Indien
  - Der Bundesstaat Jammu und Kashmir hat je nach Jahreszeit eine andere Hauptstadt, im Sommer Srinagar und im Winter Jammu.
- Polen: in Polen gibt es zwei Woiwodschaften, deren Verwaltungsorgane in jeweils zwei Städte geteilt sind. Eine davon ist Sitz des Woiwoden, die andere des Sejmiks (Regionalparlament) und des Woiwodschaftsmarschalls (Parlamentspräsident). Keine der beiden Städte gilt damit offiziell als Hauptstadt, jedoch werden beide im Sprachgebrauch so genannt.
  - Woiwodschaft Kujawien-Pommern:
    - Woiwodensitz: Bydgoszcz (Bromberg)
    - Parlamentssitz: Toruń (Thorn)

  - Woiwodschaft Lebus:
    - Woiwodensitz: Gorzów Wielkopolski (Landsberg/Warthe)
    - Parlamentssitz: Zielona Góra (Grünberg)

### Subnationale Entitäten mit gemeinsamer Hauptstadt
- Österreich
  - Die Bundeshauptstadt Wien ist
    - Stadtstaat
    - und war außerdem von 1922 bis 1986 Hauptstadt (bis 1996 noch Regierungssitz) von Niederösterreich
- Indien
  - Das Unionsterritorium Chandigarh ist die Hauptstadt der Bundesstaaten
    - Punjab
    - Haryana
    - Als Besonderheit liegt die Hauptstadt außerhalb beider Bundesstaaten.

  - Hyderabad liegt im 2014 neu gebildeten Bundesstaat Telangana, fungiert aber für weitere zehn Jahre noch als Hauptstadt von Andhra Pradesh

## Kleinste und größte Hauptstädte der Welt

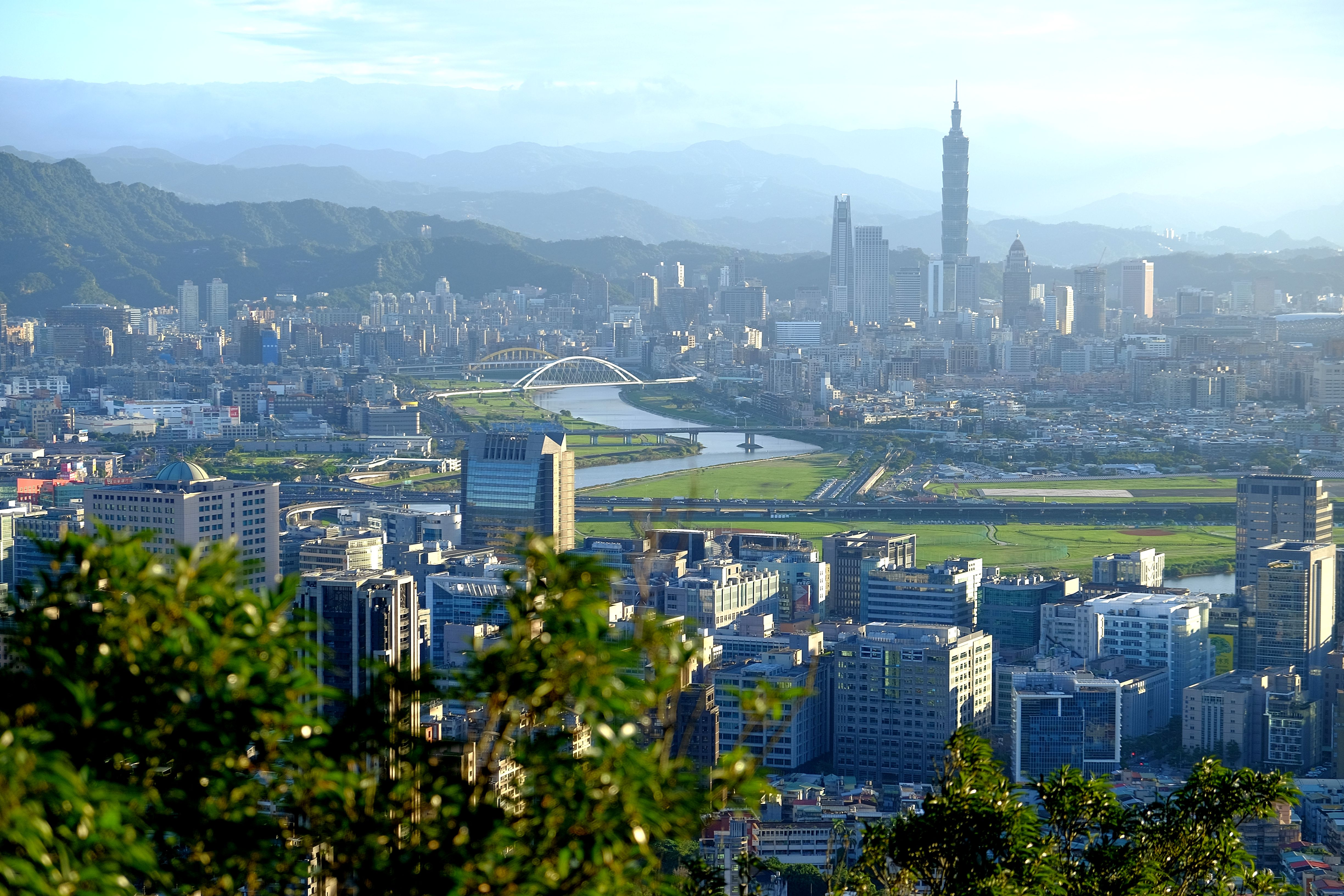
Taipeh

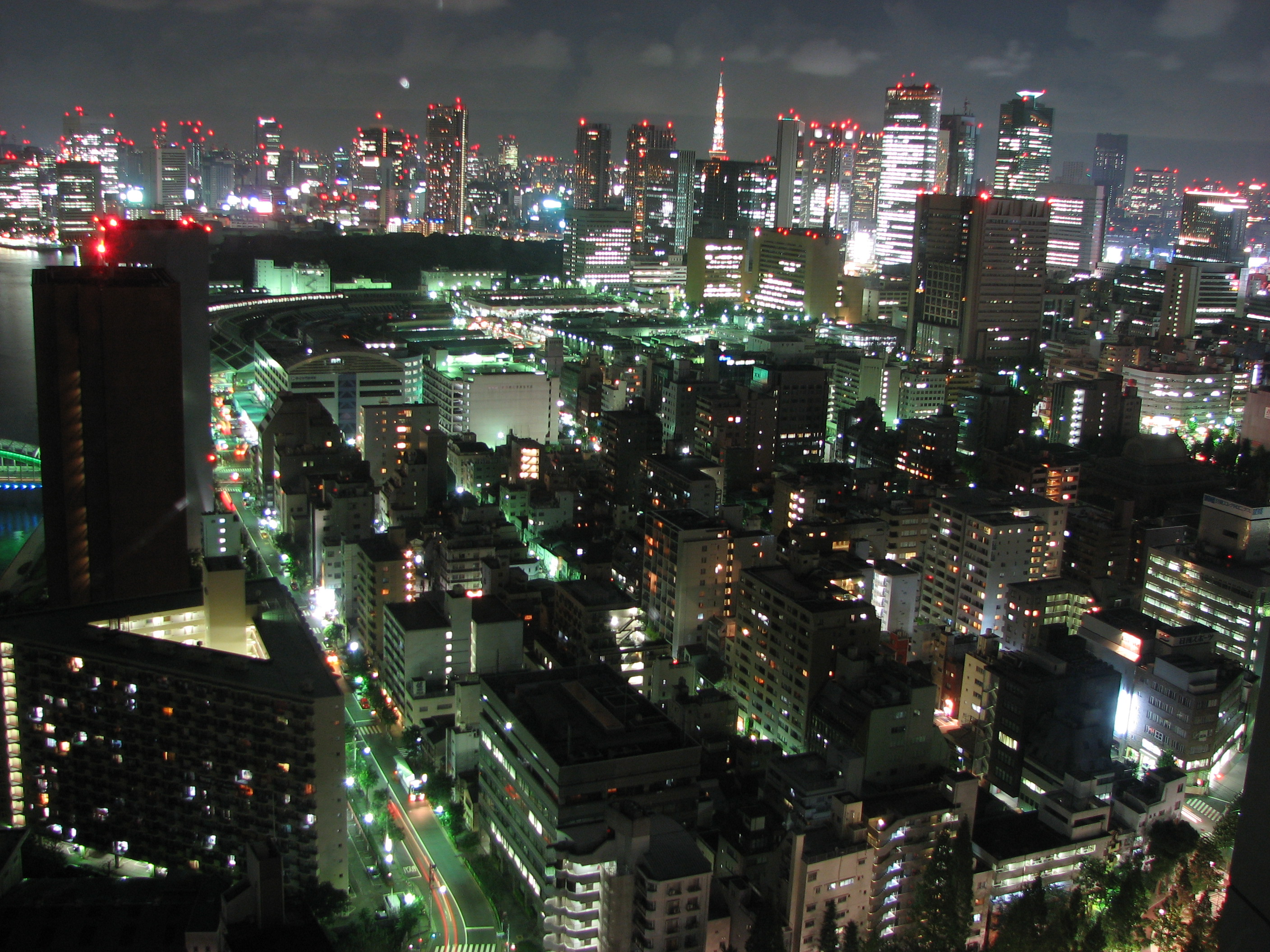
Tokio

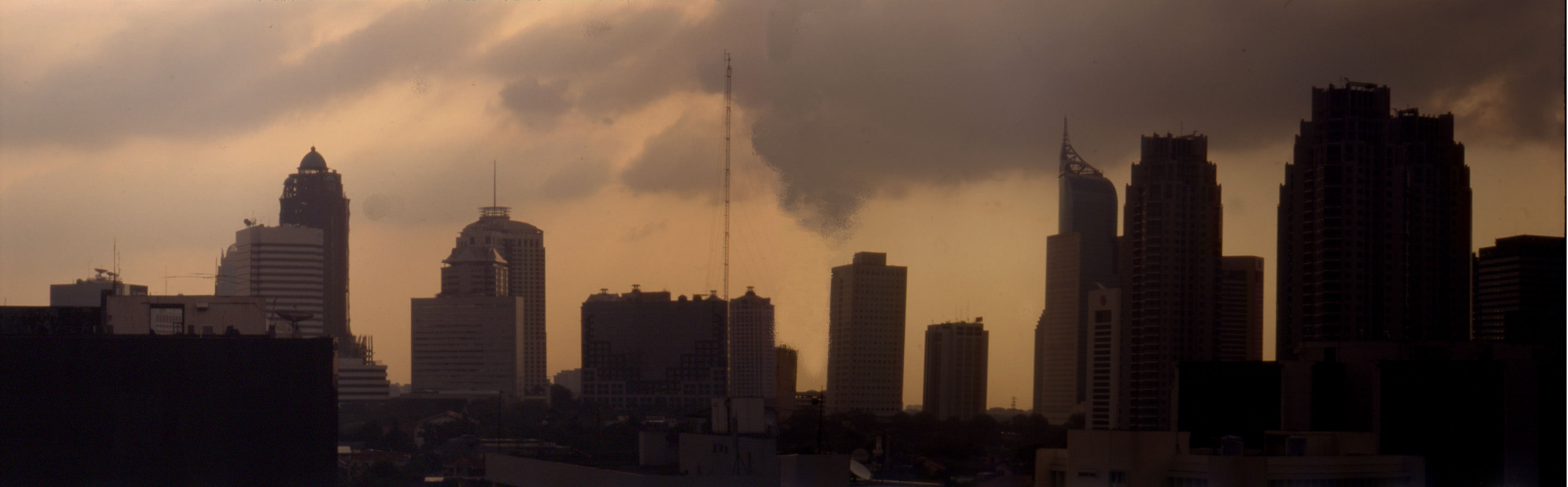
Jakarta

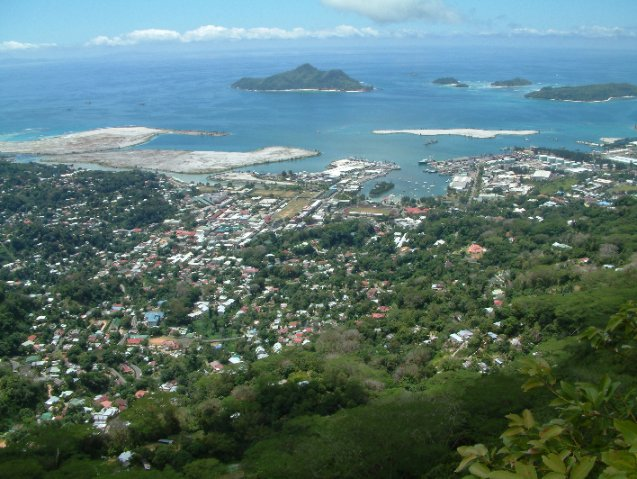
Victoria

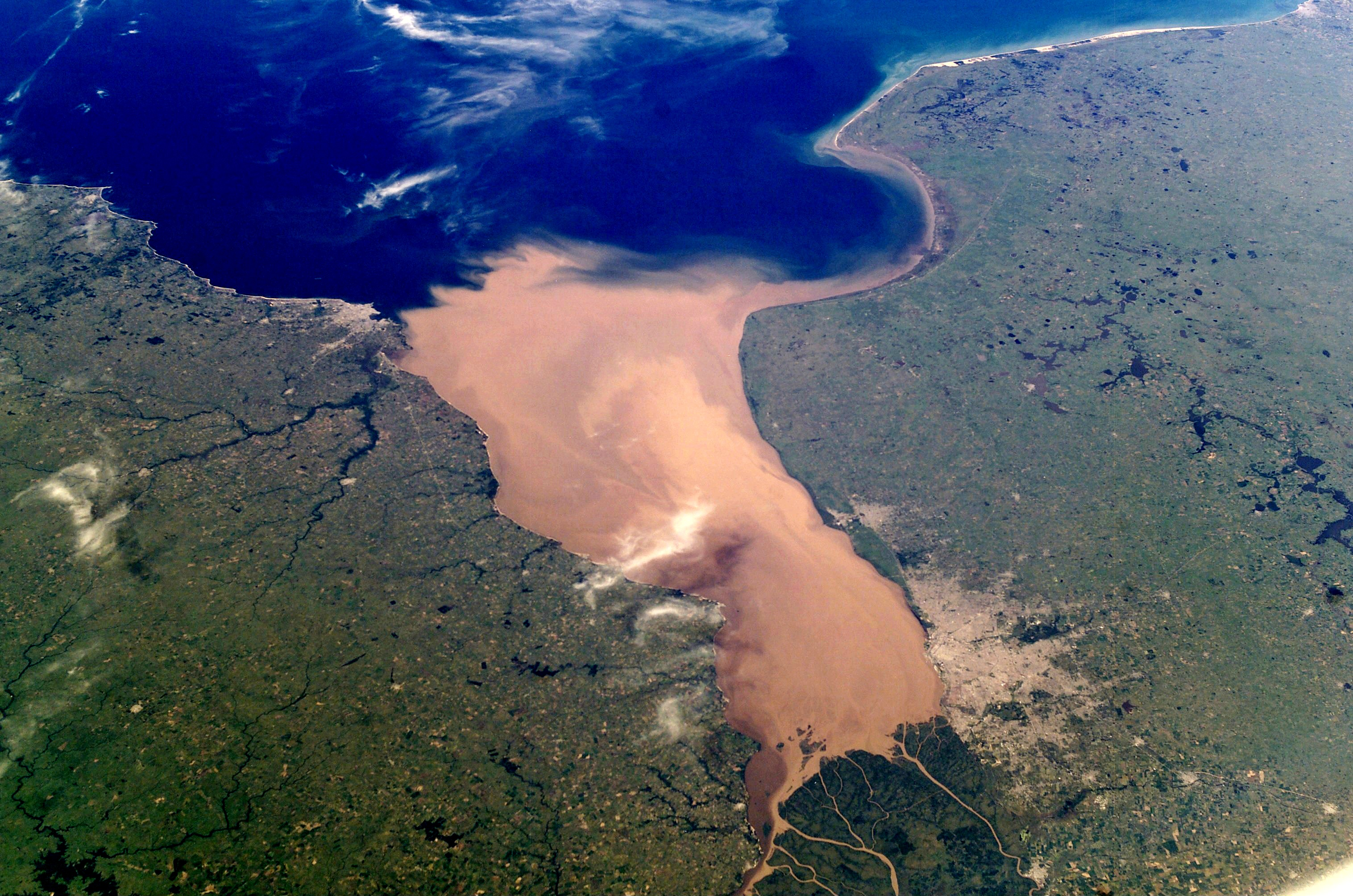
Buenos Aires und Montevideo

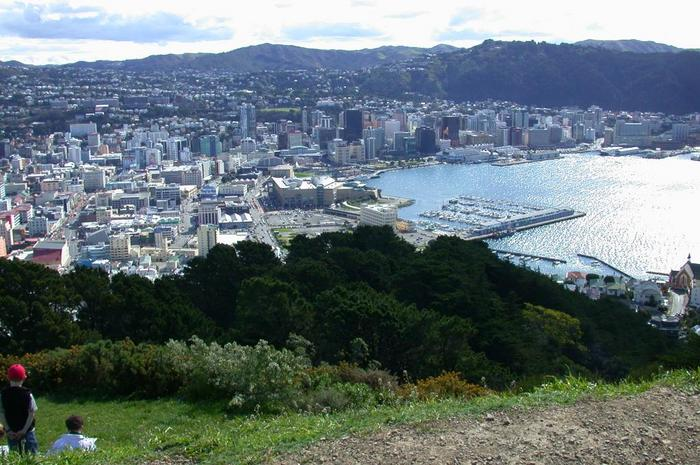
Wellington

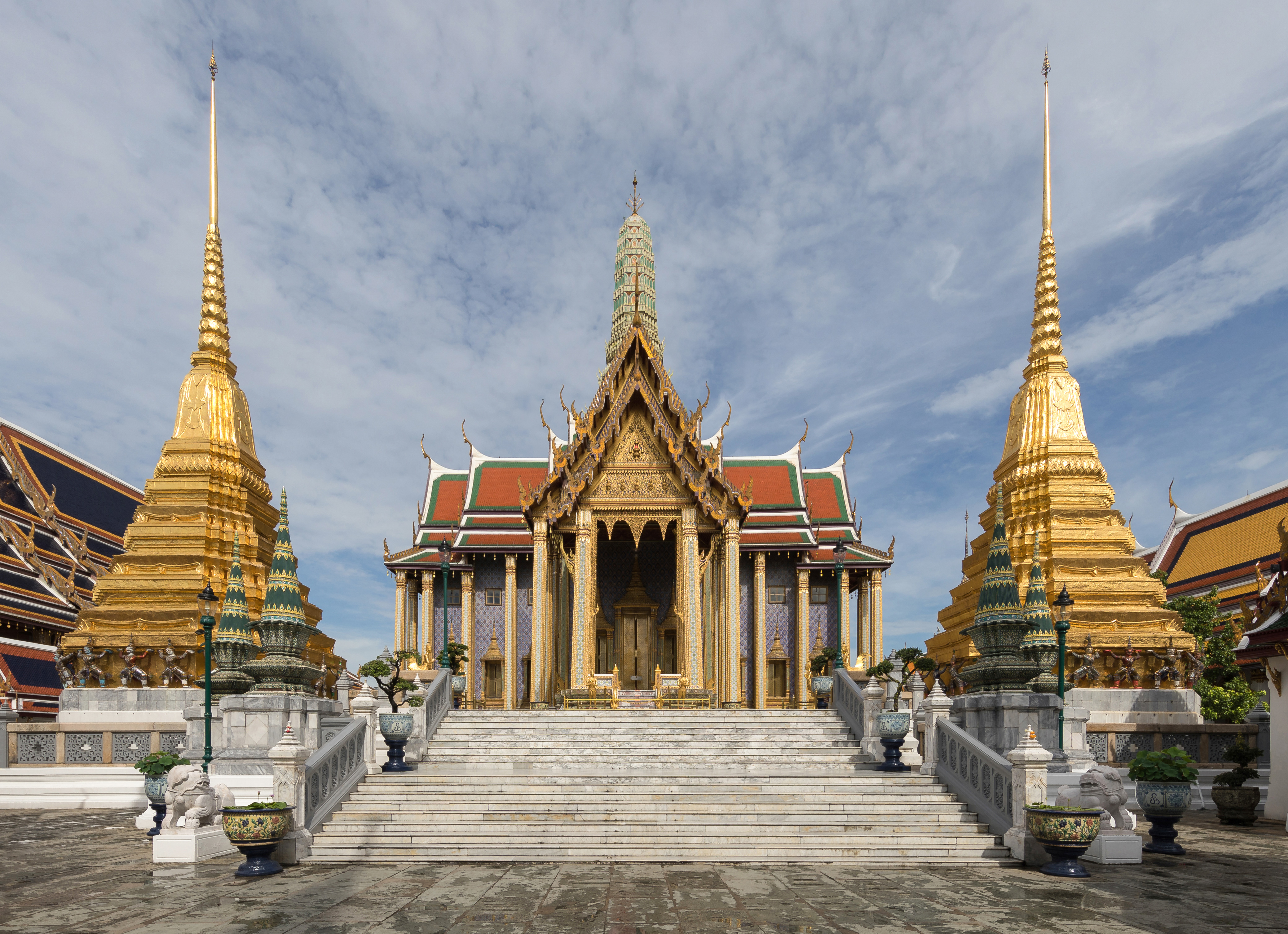
Bangkok

Angaben basieren auf Volkszählungen gemäß Liste der Hauptstädte der Erde. Berechnungen auf Grundlage von World Gazetteer.

### Die fünf kleinsten Hauptstädte (ohne Agglomeration)
| Hauptstadt       | Einwohner | Staat         | Stand |
| ---------------- | --------- | ------------- | ----- |
| Ngerulmud        | <277      | Palau         | 2015  |
| Yaren            | <750      | Nauru         | 2011  |
| Castries         | 3661      | St. Lucia     | 2010  |
| Stadt San Marino | 4036      | San Marino    | 2016  |
| Vaduz            | 5400      | Liechtenstein | 2015  |

### Die fünf größten Hauptstädte (ohne Agglomeration)
| Hauptstadt | Einw.      | Staat                        | Stand |
| ---------- | ---------- | ---------------------------- | ----- |
| Peking     | 21.730.000 | Volksrepublik China          | 2016  |
| Kinshasa   | 11.575.000 | Demokratische Republik Kongo | 2015  |
| Moskau     | 11.514.300 | Russland                     | 2015  |
| Seoul      | 9.794.300  | Südkorea                     | 2010  |
| Jakarta    | 9.512.300  | Indonesien                   | 2010  |

### Die fünf größten Hauptstädte (mit Agglomeration)
| Hauptstadt   | Einw.      | Staat       | Stand             |
| ------------ | ---------- | ----------- | ----------------- |
| Tokio        | 36.130.700 | Japan       | 2015              |
| Mexiko-Stadt | 23.293.783 | Mexiko      | 2009 (Berechnung) |
| Seoul        | 22.456.200 | Südkorea    | 2009 (Berechnung) |
| Manila       | 19.888.419 | Philippinen | 2009 (Berechnung) |
| Jakarta      | 18.924.470 | Indonesien  | 2009 (Berechnung) |

### Die kleinsten Hauptstädte nach Kontinenten
| Kontinent               | Hauptstadt       | Einw.   | Staat               | Stand |
| ----------------------- | ---------------- | ------- | ------------------- | ----- |
| Afrika                  | Victoria         | <26.500 | Seychellen          | 2010  |
| Asien                   | Malé             | 133.400 | Malediven           | 2014  |
| Europa                  | Stadt San Marino | 4.036   | San Marino          | 2016  |
| Nordamerika             | Castries         | 3661    | St. Lucia           | 2016  |
| Australien und Ozeanien | Ngerulmud        | <277    | Palau               | 2015  |
| Südamerika              | Port of Spain    | 37.100  | Trinidad und Tobago | 2011  |

### Die größten Hauptstädte nach Kontinenten (ohne Agglomeration)
| Kontinent               | Hauptstadt   | Einw.      | Staat       | Stand             |
| ----------------------- | ------------ | ---------- | ----------- | ----------------- |
| Afrika                  | Kinshasa     | 9.518.988  | D. R. Kongo | 2009 (Berechnung) |
| Asien                   | Manila       | 11.165.131 | Philippinen | 2009 (Berechnung) |
| Europa                  | Moskau       | 10.494.522 | Russland    | 2009 (Berechnung) |
| Nordamerika             | Mexiko-Stadt | 8.587.132  | Mexiko      | 2009 (Berechnung) |
| Australien und Ozeanien | Canberra     | 331.755    | Australien  | 2009 (Berechnung) |
| Südamerika              | Bogotá       | 7.776.845  | Kolumbien   | 2012 (Berechnung) |

### Die größten Hauptstädte nach Kontinenten (mit Agglomeration)

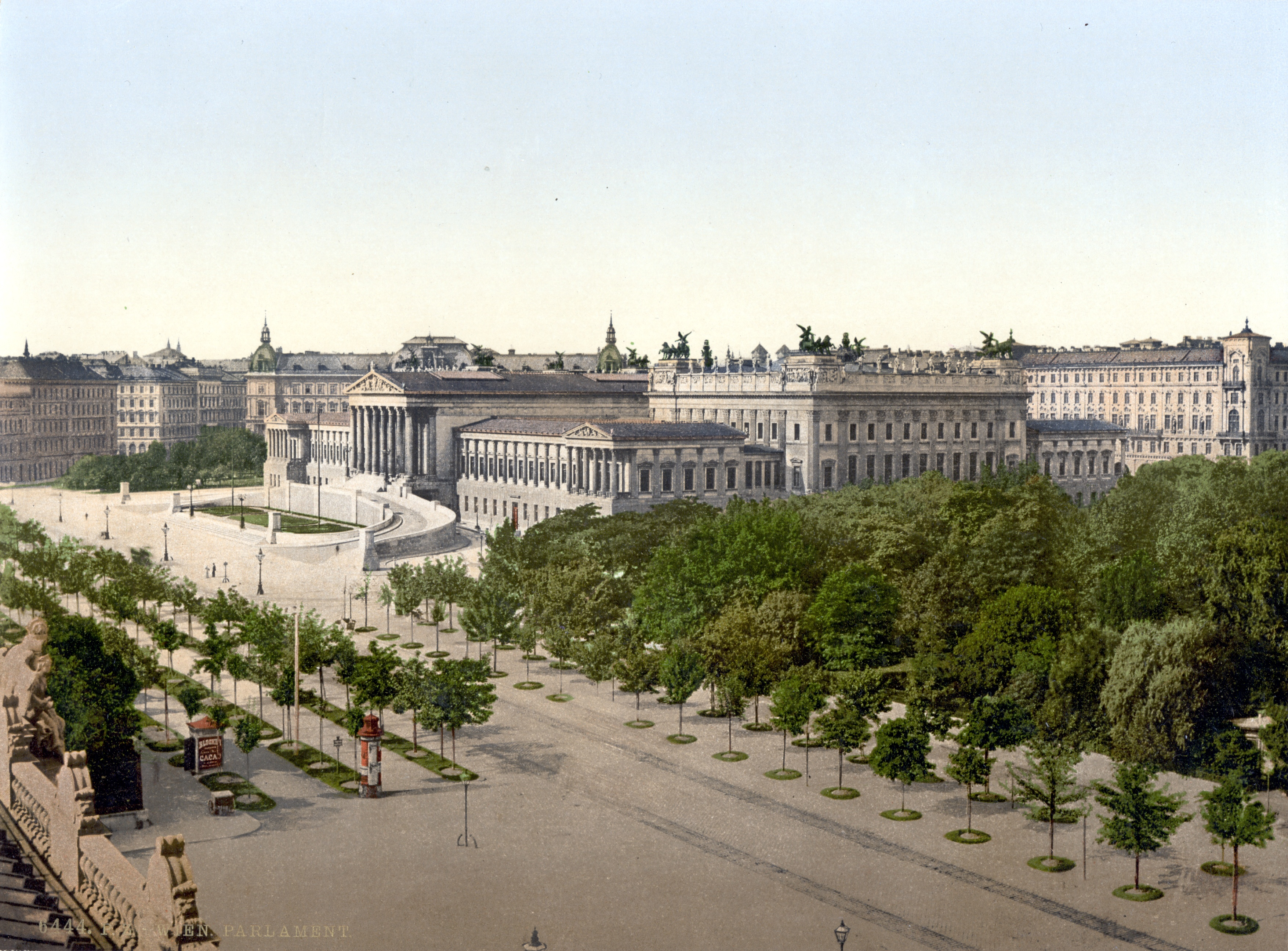
Aufnahme Wiens (Parlamentsgebäude) um 1900

| Kontinent               | Hauptstadt   | Einw.      | Staat       | Stand             |
| ----------------------- | ------------ | ---------- | ----------- | ----------------- |
| Afrika                  | Kairo        | 16.254.102 | Ägypten     | 2009 (Berechnung) |
| Asien                   | Tokio        | 37.468.203 | Japan       | 2009 (Berechnung) |
| Europa                  | Moskau       | 11.551.930 | Russland    | 2011 (Berechnung) |
| Nordamerika             | Mexiko-Stadt | 23.293.783 | Mexiko      | 2009 (Berechnung) |
| Australien und Ozeanien | Wellington   | 367.046    | Neuseeland  | 2009 (Berechnung) |
| Südamerika              | Buenos Aires | 14.393.015 | Argentinien | 2009 (Berechnung) |

### Die fünf größten Hauptstädte um 1900
| Hauptstadt | Einw.     | Staat                  | Stand            |
| ---------- | --------- | ---------------------- | ---------------- |
| London     | 6.506.889 | Vereinigtes Königreich | 1901             |
| Paris      | 2.714.068 | Frankreich             | 1901             |
| Berlin     | 1.888.848 | Deutsches Reich        | 1900             |
| Tokio      | 1.818.700 | Japan                  | 1904 (Schätzung) |
| Wien       | 1.769.137 | Österreich-Ungarn      | 1900             |

## Hauptstädte, die nicht größte Städte ihres Landes sind

Staaten, in denen die Hauptstadt nicht die größte Stadt ist

Insgesamt gibt es derzeit 39 Staaten auf der Welt, deren Hauptstädte ihrer Einwohnerzahl nach nicht an erster Stelle des Landes stehen. Das sind wie folgt:
| Staat                        | Hauptstadt                           | Einwohner  | Stand | Größte Stadt            | Einwohner  | Stand |
| ---------------------------- | ------------------------------------ | ---------- | ----- | ----------------------- | ---------- | ----- |
| Äquatorialguinea             | Malabo                               | 257.000    | 2015  | Bata                    | 290.000    | 2015  |
| Australien                   | Canberra                             | 432.141    | 2016  | Sydney                  | 4.321.534  | 2016  |
| Belgien                      | Stadt Brüssel                        | 179.277    | 2018  | Antwerpen               | 523.248    | 2018  |
| Belize                       | Belmopan                             | 23.038     | 2018  | Belize City             | 63.423     | 2018  |
| Bolivien                     | Sucre                                | 238.798    | 2012  | Santa Cruz de la Sierra | 1.442.396  | 2012  |
| Brasilien                    | Brasília                             | 2.872.910  | 2018  | São Paulo               | 12.067.410 | 2018  |
| Burundi                      | Gitega                               | 41.944     | 2008  | Bujumbura               | 497.166    | 2008  |
| Republik China (Taiwan)      | Taipeh                               | 2.704.810  | 2012  | Neu-Taipeh              | 3.974.911  | 2012  |
| Volksrepublik China          | Peking                               | 18.574.000 | 2017  | Shanghai                | 20.870.000 | 2017  |
| Ecuador                      | Quito                                | 2.239.191  | 2011  | Guayaquil               | 2.526.927  | 2013  |
| Elfenbeinküste               | Yamoussoukro                         | 212.670    | 2014  | Abidjan                 | 4.395.243  | 2014  |
| Eswatini                     | Mbabane                              | 76.218     | 2005  | Manzini                 | 110.537    | 2005  |
| Gambia                       | Banjul                               | 31.054     | 2013  | Brikama                 | 81.007     | 2013  |
| Indien                       | Neu-Delhi                            | 249.998    | 2011  | Mumbai                  | 12.478.447 | 2011  |
| Kanada                       | Ottawa                               | 883.391    | 2011  | Toronto                 | 2.615.060  | 2011  |
| Kasachstan                   | Astana                               | 814.401    | 2014  | Almaty                  | 1.703.481  | 2016  |
| Kuwait                       | Kuwait                               | 63.600     | 2006  | Dschalib asch-Schuyuch  | 179.264    | 2005  |
| Liechtenstein                | Vaduz                                | 5.429      | 2015  | Schaan                  | 5.959      | 2015  |
| Malta                        | Valletta                             | 5.700      | 2013  | Birkirkara              | 21.889     | 2013  |
| Marokko                      | Rabat                                | 620.996    | 2004  | Casablanca              | 3.627.900  | 2009  |
| Mikronesien                  | Palikir                              | 6.647      | 2010  | Weno                    | 13.856     | 2010  |
| Montserrat                   | Plymouth                             | 0          | 2016  | Look Out                | 670        | 2011  |
| Myanmar                      | Naypyidaw                            | 1.160.242  | 2014  | Rangun                  | 5.209.541  | 2013  |
| Neuseeland                   | Wellington                           | 190.959    | 2013  | Auckland                | 1.415.550  | 2013  |
| Nigeria                      | Abuja                                | 1.568.853  | 2012  | Lagos                   | 10.404.112 | 2012  |
| Pakistan                     | Islamabad                            | 689.249    | 2010  | Karatschi               | 13.052.000 | 2010  |
| Palau                        | Ngerulmud                            | <278       | 2015  | Koror                   | 12.676     | 2005  |
| Philippinen                  | Manila                               | 1.780.148  | 2015  | Quezon City             | 2.936.116  | 2015  |
| San Marino                   | San Marino                           | 4.097      | 2014  | Serravalle              | 10.724     | 2014  |
| Senegal                      | Dakar                                | 1.146.052  | 2013  | Pikine                  | 1.170.791  | 2013  |
| Schweiz                      | Bern (Hauptstadtfrage der Schweiz)\| | 141.762    | 2016  | Zürich                  | 396.027    | 2015  |
| Südafrika                    | Pretoria                             | 741.651    | 2011  | Johannesburg            | 4.434.827  | 2011  |
| Sudan                        | Khartum                              | 2.682.431  | 2012  | Omdurman                | 2.805.396  | 2012  |
| Syrien                       | Damaskus                             | 1.834.741  | 2010  | Aleppo                  | 2.100.000  | 2011  |
| Tansania                     | Dodoma                               | 410.956    | 2012  | Daressalam              | 4.346.541  | 2012  |
| Trinidad und Tobago          | Port of Spain                        | 37.074     | 2011  | Chaguanas               | 83.516     | 2011  |
| Türkei                       | Ankara                               | 5.270.575  | 2015  | Istanbul                | 14.804.116 | 2016  |
| Vereinigte Arabische Emirate | Abu Dhabi                            | 621.000    | 2012  | Dubai                   | 2.106.177  | 2013  |
| Vereinigte Staaten           | Washington, D.C.                     | 672.228    | 2015  | New York City           | 8.491.079  | 2014  |
| Vietnam                      | Hanoi                                | 6.448.837  | 2009  | Ho-Chi-Minh-Stadt       | 8.247.829  | 2015  |